# Polynoom

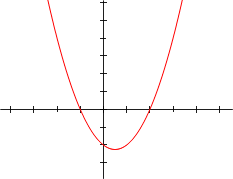
Grafiek van het polynoom

In de wiskunde is een polynoom of veelterm {\displaystyle f(x)} in één variabele (of onbekende) {\displaystyle x} een uitdrukking van de vorm:
{\displaystyle f(x)=a_{0}+a_{1}x+a_{2}x^{2}+\ldots +a_{n}x^{n}},
waarin {\displaystyle n} een natuurlijk getal is en {\displaystyle a_{0},a_{1},a_{2},\ldots ,a_{n}}elementen zijn van een lichaam/veld.
Een polynoom is dus een uitdrukking waarin maar twee basisbewerkingen van de rekenkunde een eindig aantal keren voorkomen, namelijk de optelling en de vermenigvuldiging.

## Terminologie
Coëfficiënt
De getallen {\displaystyle a_{0},a_{1},\ldots ,a_{n}} heten de coëfficiënten van het polynoom.
Graad
De hoogste voorkomende macht {\displaystyle m} van de variabele, dus met coëfficiënt {\displaystyle a_{m}\neq 0}, heet de graad van het polynoom. Een polynoom van de graad {\displaystyle m} wordt een {\displaystyle m}-de-graadspolynoom genoemd.
Polynomen van de graad 1 heten lineair, en van de graad 2 kwadratisch. De lineaire polynomen, dat zijn de eerstegraadspolynomen, zijn functies met als grafiek een rechte lijn, de tweedegraadspolynomen zijn functies met parabolen als grafiek.
In specifieke vakgebieden worden de termen quartic polynoom, voor de graad vier, en quintic polynoom, voor de graad vijf, gebruikt.
Eenterm
De uitdrukkingen {\displaystyle a_{0},a_{1}x,a_{2}x^{2},\ldots ,a_{n}x^{n}} zijn de eentermen van het polynoom of veelterm.
Constant polynoom
Het polynoom {\displaystyle f(x)=a_{0}} met {\displaystyle a_{0}\neq 0} heet een constant polynoom. Een constant polynoom is van de graad 0.
Nulpolynoom
Het polynoom {\displaystyle f(x)=0}, dus het polynoom zonder een enkele eenterm, heet het nulpolynoom. De graad van het nulpolynoom is onbepaald.
Monisch polynoom
Een polynoom {\displaystyle f(x)} waarvan de coëfficiënt van de hoogste macht van {\displaystyle x} gelijk is aan 1 wordt monisch genoemd. Een monisch polynoom kan geschreven worden in de vorm:
{\displaystyle f(x)=x^{n}+a_{n-1}x^{n-1}+\ldots +a_{1}x+a_{0}}

## Algemeen
Polynomen komen in veel gebieden van wiskunde en wetenschap voor. Ze worden bijvoorbeeld gebruikt om er vergelijkingen mee te vormen, die een breed scala aan problemen tot de kern terugbrengen, van elementaire woordproblemen tot gecompliceerde wetenschappelijke problemen. Polynomen komen in verschillende takken van wetenschap voor, variërend van de elementaire scheikunde en natuurkunde tot economie en sociale wetenschappen. Het zijn relatief eenvoudige gladde functies, wat wil zeggen dat zij continu en willekeurig vaak differentieerbaar zijn. Zij worden onder meer als benadering voor ingewikkelder functies gebruikt, zoals in de differentiaalrekening en de numerieke wiskunde. Polynomen worden in de hogere wiskunde gebruikt om polynoomringen en algebraïsche variëteiten mee te construeren, wat ze tot een van de centrale begrippen binnen de algebra en de algebraïsche meetkunde maakt.

## Etymologie
Het woord 'polynoom' is afkomstig van het Latijnse 'polynomium', dat gevormd is van het Griekse πολυς (polys), dat veel betekent, en het Latijnse nomen, naam, zelf weer afkomstig van het Griekse ὄνομα (onoma). Het is vermoedelijk gevormd naar binomium, een vertaling van ἔκ δὐο ὄνομάτων (ek duo onomátoon), uit Boek X van de Elementen van Euclides dat vertaald kan worden als: uit twee termen (bestaande). Het woord 'polynoom' werd door Vieta gebruikt in zijn Isagoge (1591) als 'polynomia magnitudo' voor een grootheid met meer termen.

## Coëfficiënten
De coëfficiënten zijn elementen van een ring of lichaam/veld {\displaystyle K}, zoals de natuurlijke getallen, gehele getallen, de rationale getallen, de reële getallen en complexe getallen zijn. Men spreekt dan van polynomen over {\displaystyle K}, {\displaystyle \mathbb {N} }, {\displaystyle \mathbb {Z} }, {\displaystyle \mathbb {Q} }, {\displaystyle \mathbb {R} } of {\displaystyle \mathbb {C} }.
Als de coëfficiënten van het polynoom {\displaystyle f} uit een van deze voorbeeldverzamelingen worden gekozen en de variable {\displaystyle x} uit {\displaystyle \mathbb {C} }, is de polynomiale functie {\displaystyle f(x)} een holomorfe functie.
Het is ook mogelijk de coëfficiënten en de variabele uit een eindig lichaam / veld te kiezen, genoteerd met {\displaystyle \mathbb {F} _{q}} of {\displaystyle \mathbb {GF} _{q}}. Het aantal elementen {\displaystyle q} in het eindige lichaam/veld is een priemgetal of de macht van een priemgetal.
De verzameling polynomen die bij een bepaald soort coëfficiënten hoort, is een ring, veeltermring genoemd.
De verzameling van alle polynomen met reële coëfficiënten wordt genoteerd met {\displaystyle \mathbb {P} }. De deelverzameling van alle polynomen van graad {\displaystyle m\leq n}, samen met het nulpolynoom, wordt genoteerd met {\displaystyle \mathbb {P} _{n}}. Beide verzamelingen vormen een reële vectorruimte. De coëfficiënten kunnen als coördinaten optreden. De basisvectoren zijn dan de machten van {\displaystyle x}. De ruimte {\displaystyle \mathbb {P} _{n-1}} is {\displaystyle n}-dimensionaal.

## Vergelijkingen
Wordt het polynoom {\displaystyle f(x)} gelijkgesteld aan 0, dan ontstaat de vergelijking {\displaystyle f(x)=0}. De graad van de vergelijking is de graad van het polynoom. Een vierkantsvergelijking is een tweedegraadsvergelijking. Derdegraadsvergelijkingen, vierdegraadsvergelijkingen, vijfdegraadsvergelijkingen en zesdegraadsvergelijkingen hebben voldoende speciale eigenschappen om ze afzonderlijk te bestuderen. De wortelformule wordt gebruikt bij het oplossen van een vierkantsvergelijking.

## Rationale functie
Een breuk van twee polynomiale functies heet een rationale functie.

## Classificatie
De graad van een term is de som van de exponenten van de onbepaalden in die term, en de graad van een polynoom is de hoogste graad van de termen met een coëfficiënt ongelijk aan nul. Een polynoom van de graad {\displaystyle n} heet ook een "{\displaystyle n}-degraadspolynoom."
Een polynoom zonder variabele, die alleen uit een constante ongelijk aan 0 bestaat, heet een constant polynoom. De graad van een constant polynoom is 0. De graad van het nulpolynoom 0, dat overal 0 is, wordt over het algemeen behandeld als niet gedefinieerd (zie hieronder).
De volgende uitdrukking bijvoorbeeld is een eenterm:
{\displaystyle -5x^{2}y}
De coëfficiënt is −5 , de variabelen (of onbekenden) zijn {\displaystyle x} en {\displaystyle y}. De exponent van {\displaystyle x} is twee en de exponent van {\displaystyle y} een, zodat de graad van de hele eenterm gelijk is aan {\displaystyle 2+1=3}.
Veeltermen van graad een, twee of drie zijn lineaire veeltermen, kwadratische veeltermen en kubische veeltermen. Voor hogere graden worden de specifieke namen in het algemeen niet gebruikt. De namen voor de graden kunnen worden toegepast op het polynoom of op de eentermen ervan. De eenterm {\displaystyle 2x} in {\displaystyle x^{2}+2x+1} is bijvoorbeeld een lineaire term in een kwadratisch polynoom.
Van het nulpolynoom wordt aangenomen dat hij helemaal geen termen heeft. In tegenstelling tot constante polynomen, is de graad niet nul. In plaats daarvan wordt de graad van het nulpolynoom ofwel expliciet ongedefinieerd gelaten of als negatief gedefinieerd, {\displaystyle -1} of {\displaystyle -\infty }. Het nulpolynoom is ook uniek, omdat het het enige polynoom is met een oneindig aantal wortels. De grafiek van het nulpolynoom is de {\displaystyle x}-as.
Een echt polynoom is een polynoom met echte coëfficiënten. Wanneer het polynoom wordt gebruikt om een functie te definiëren, is het domein niet zo beperkt. Een echte polynoomfunctie is echter een functie van de reële getallen naar de reële getallen die wordt gedefinieerd door een echt polynoom. Evenzo is een integerpolynoom een polynoom met gehele coëfficiënten, en een complex polynoom is een polynoom met complexe coëfficiënten.

## Nulpunten
Volgens de hoofdstelling van de algebra is een polynoom vastgelegd door zijn nulpunten, dat mogen complexe nulpunten zijn, en een constante:
{\displaystyle f(x)=c(x-b_{1})(x-b_{2})\ldots (x-b_{n})},
waarin de getallen {\displaystyle b_{k}} de nulpunten zijn van het polynoom. Zijn hierin verschillende {\displaystyle b_{i}} aan elkaar gelijk, dan zijn dit meervoudige nulpunten van {\displaystyle f}. 
Omgekeerd zijn die nulpunten de oplossingen van de vergelijking die ontstaat door het polynoom gelijk aan nul te stellen. Zo ontstaat een algebraïsche vergelijking met één onbekende {\displaystyle x} van de volgende vorm:
{\displaystyle a_{0}+a_{1}x+a_{2}x^{2}+\ldots +a_{n}x^{n}=0}
Hierin is elke {\displaystyle a_{k}} een constante die de {\displaystyle k}-de graads coëfficiënt wordt genoemd. De graad van het polynoom, dit is de grootste waarde van {\displaystyle k} waarvoor geldt dat {\displaystyle a_{k}\neq 0}, wordt ook de graad van de vergelijking genoemd.
Een speciaal geval vormen de polynomen met gehele coëfficiënten. Een nulpunt van zo'n polynoom wordt een algebraïsch getal genoemd. Een getal dat niet algebraïsch is, maar wel reëel, heet een transcendent getal.
De getallen {\displaystyle b_{k}(k=0,\ldots ,n)} zijn de nulpunten van het polynoom, of de wortels van de bijbehorende algebraïsche vergelijking. Het aantal keren dat de betrokken factor in de ontbinding voorkomt, heet de multipliciteit van het nulpunt, en het aantal nulpunten van een veelterm is, als elk nulpunt even vaak wordt meegeteld als zijn multipliciteit, dus gelijk aan de graad.
Voor reële polynomen geldt, net als voor complexe polynomen, dat zij {\displaystyle n} complexe nulpunten hebben. Ieder reële polynoom van oneven graad heeft ten minste één reëel nulpunt en de niet-reële, de complexe nulpunten komen steeds in complex toegevoegde paren voor. Er is geen algoritme waarmee voor willekeurige polynomen van een graad groter dan 4 de nulpunten met wortels uit getallen kunnen worden geschreven.
Bijvoorbeeld
{\displaystyle f(x)=5(x-1)(x^{2}+x+1)=5(x-1)\left(x+{\frac {1+i{\sqrt {3\ }}}{2}}\right)\left(x+{\frac {1-i{\sqrt {3\ }}}{2}}\right)}
De drie nulpunten van {\displaystyle f(x)} zijn {\displaystyle 1,\ -{\tfrac {1}{2}}(1+i{\sqrt {3\ }})} en {\displaystyle -{\tfrac {1}{2}}(1-i{\sqrt {3\ }})}.

## Ontbinden in factoren
Net zoals dat ieder positieve gehele getal in priemfactoren kan worden ontbinden, is dat ook voor een polynoom mogelijk. Polynomen kunnen ook in factoren worden ontbonden, dus als het product van andere polynomen worden geschreven, waarvan de graad lager is dan van het eerste polynoom. Het hangt er daarbij vanaf over welk domein de polynomen zijn gedefinieerd.
Volgens de hoofdstelling van de algebra kan ieder polynoom {\displaystyle f} in één variabele {\displaystyle x}
{\displaystyle f(x)=a_{0}+a_{1}x+a_{2}x^{2}+...+a_{n}x^{n}}, met {\displaystyle a_{n}\neq 0},
worden geschreven als:
{\displaystyle a_{n}(x-b_{1})\cdot (x-b_{2})\cdot \ldots \cdot (x-b_{n})},
maar in het algemene geval liggen alle {\displaystyle b_{i}} hier in het complexe vlak.
Een factor van een polynoom {\displaystyle f} is een polynoom {\displaystyle g}, waarvan de graad lager is dan die van {\displaystyle f}, maar ten minste één is, zodat {\displaystyle f} door {\displaystyle g} kan worden gedeeld en de coëfficiënten van {\displaystyle f} en {\displaystyle g} in hetzelfde domein liggen. Dat is dus anders dan in de hoofdstelling van de algebra wordt bedoeld, omdat het domein waar de coëfficiënten van een polynoom in liggen over het algemeen het domein van de gehele getallen is. Net zoals dat er priemgetallen zijn, zijn er polynomen, die niet verder in factoren kunnen worden ontbonden. Polynomen waarvoor dit het geval is, worden irreducibel genoemd. Wordt nog vereist dat de coëfficiënt {\displaystyle a_{n}} van het polynoom zelf en van alle factoren ervan gelijk aan 1 is, dan kan een polynoom op één bepaalde manier in irreducibele factoren worden ontbonden.
Wanneer een polynoom {\displaystyle f} in {\displaystyle m} irreducible factoren {\displaystyle g_{i}} kan worden ontbonden, is de graad van {\displaystyle f} gelijk aan de som van de graad van de {\displaystyle m} factoren {\displaystyle g_{i}}. De som-product-methode is het eerste voorbeeld van een methode om een polynoom in factoren te ontbinden.

### Criterium van Eisenstein
Het criterium van Eisenstein geeft er een voldoende voorwaarde voor, dat een polynoom met gehele coëfficienten irreducibel is. Een polynoom dat aan het criterium voldoet, is irreducibel over de rationale getallen, en daarmee ook over de gehele getallen.

### Voorbeeld
- {\displaystyle f(x)\ =\ x^{5}-x^{4}+4x^{3}-2x^{2}+30x-12\ =\ \left(x^{2}-3x+6\right)\times \left(x^{3}+2x^{2}+4x-2\right)}

Het eerste polynoom {\displaystyle f_{1}(x)\ =\ x^{2}-3x+6} is irreducibel, omdat het een polynoom van de tweede graad is en de discriminant ervan -15, en het tweede polynoom {\displaystyle f_{2}(x)\ =\ x^{3}+2x^{2}+4x-2} is irreducibel vanwege het criterium van Eisenstein.

## Symmetrische functies
De coëfficiënten van een polynoom kunnen uitgedrukt worden in de wortels van het polynoom. Het functionele verband tussen een coëfficiënt en de wortels van een {\displaystyle n}-de-graadspolynoom {\displaystyle f(x)} is op het teken na een elementair symmetrisch polynoom in de wortels van {\displaystyle f(x)}.

### Voorbeeld
Voor een derdegraadspolynoom {\displaystyle f(x)=x^{3}+a_{2}x^{2}+a_{1}x+a_{0}} met wortels {\displaystyle x_{1},x_{2},x_{3}} geldt:
{\displaystyle f(x)=(x-x_{1})(x-x_{2})(x-x_{3})=}
{\displaystyle =x^{3}-(x_{1}+x_{2}+x_{3})x^{2}+(x_{1}x_{2}+x_{2}x_{3}+x_{1}x_{3})x-x_{1}x_{2}x_{3}}
De coëfficiënten zijn:
{\displaystyle a_{2}=-(x_{1}+x_{2}+x_{3})}
{\displaystyle a_{1}=x_{1}x_{2}+x_{2}x_{3}+x_{1}x_{3}}
{\displaystyle a_{0}=-x_{1}x_{2}x_{3}}
Elk is op het teken na een elementair symmetrisch polynoom in de wortels {\displaystyle x_{1},x_{2},x_{3}}.

## Afgeleide
Differentiëren van een polynoom verlaagt de graad van het polynoom met 1. Bijvoorbeeld differentiëren van {\displaystyle 4x^{3}+5x^{2}+3x+2} van de graad 3 geeft de afgeleide {\displaystyle 12x^{2}+10x+3} van de graad 2.
Volgens de stelling van Marden zijn de nulpunten van de afgeleide van een derdegraads polynoom in {\displaystyle \mathbb {C} }, waarvan de nulpunten niet op één lijn liggen, gelijk aan de brandpunten van Steiners ingeschreven ellips van de driehoek die door die nulpunten wordt gevormd. De coëfficiënten van het polynoom mogen hierin complex worden genomen.

## Deling van polynomen
In het algemeen kan een polynoom {\displaystyle f(x)} gedeeld worden door een polynoom {\displaystyle d(x)} waarvan de graad lager is dan die van {\displaystyle f(x)}. De rest bij deling is een polynoom {\displaystyle r(x)}, of 0 wanneer {\displaystyle f(x)} precies door {\displaystyle d(x)} is te delen. Algemeen geldt:
{\displaystyle f(x)=q(x)d(x)+r(x)},
waarin het polynoom {\displaystyle q(x)} het quotiëntpolynoom is.
De daadwerkelijke deling van een polynoom door een ander polynoom van lagere, of eventueel gelijke graad, kan door staartdelen.
Als {\displaystyle n} de graad van {\displaystyle p} is en {\displaystyle m} de graad van {\displaystyle d}, geldt dat de graad van {\displaystyle q} gelijk is aan {\displaystyle n-m} en de graad van {\displaystyle r} ten hoogste gelijk is aan {\displaystyle m-1}. In het geval dat {\displaystyle r(x)=0}, gaat de deling precies op, en is {\displaystyle p} het product van {\displaystyle q} en {\displaystyle d}. Voor de graden geldt {\displaystyle n=m+k}, met {\displaystyle k} de graad van {\displaystyle q}.

### Voorbeeld
```
x+1 / 4x³+5x²+3x+2 \ 4x²+x+2
      4x³+4x²
      ———————
           x²+3x+2
           x²+ x
           ———————
              2x+2
              2x+2
              ————
                 0
```

Dus is {\displaystyle 4x^{3}+5x^{2}+3x+2=(4x^{2}+x+2)(x+1)}.

### Factor- en reststelling
Men kan eenvoudig controleren of een polynoom {\displaystyle f(x)} een factor {\displaystyle x-b} heeft. Substitueer {\displaystyle x=b} in {\displaystyle f(x)}, dan moet gelden {\displaystyle p(b)=0}. Is {\displaystyle p(b)\neq 0}, dan is {\displaystyle p(b)} de rest bij de deling van {\displaystyle f(x)} door {\displaystyle x-b}, immers:
{\displaystyle f(x)=(x-b)q(x)+r},
waarin de rest {\displaystyle r} een constante is. Substitutie van {\displaystyle x=b} geeft:
{\displaystyle p(b)=(b-b)q(b)+r=r}
Dit resultaat heet de reststelling voor polynomen. Op deze reststelling zijn in het tientallige stelsel de negenproef en de elfproef gebaseerd.
De elfproef berust op het feit dat in het tientallig stelsel 10 modulo 11 congruent is met −1. Dit wordt gebruikt om aan te tonen dat modulo 11 het getal 4532 congruent is met 0, dus deelbaar is door 11. Immers {\displaystyle x+1} is een factor van {\displaystyle 4x^{3}+5x^{2}+3x+2}, want
{\displaystyle 4(-1)^{3}+5(-1)^{2}+3(-1)+2=-4+5-3+2=0},
dus is
{\displaystyle 4532=4\times 10^{3}+5\times 10^{2}+3\times 10+2=0{\pmod {11}}}

## Hornerschema
Het Hornerschema is een algoritme om efficiënt een veelterm in een punt {\displaystyle x_{0}} te evalueren of om een polynoom snel te delen door een lineair polynoom.

## Karakteristiek polynoom
Het is mogelijk voor de variabele een matrix te substitueren. Bij iedere matrix {\displaystyle A} hoort een karakteristiek polynoom {\displaystyle f}. Substitutie van de matrix {\displaystyle A} in {\displaystyle f} levert de nulmatrix op: {\displaystyle f(A)=0}.
Het karakteristieke polynoom {\displaystyle P_{A}} van een vierkante {\displaystyle n\times n}-matrix {\displaystyle A} is
{\displaystyle P_{A}(\lambda )=\mathrm {Det} (A-\lambda I_{n})}
Waarin
- {\displaystyle \mathrm {Det} } de determinant is
- {\displaystyle I_{n}} de {\displaystyle n\times n}-eenheidsmatrix

De nulpunten van het karakteristieke polynoom zijn de eigenwaarden van de matrix. Dit vindt toepassingen in de sterkteleer, de kwantummechanica, trillingen, de akoestiek enz.

## Domein van de coëfficiënten
Een polynoom is volledig bepaald door z'n coëfficiënten. Als het niet om de corresponderende functie gaat, is niet aan de orde welke waarden {\displaystyle x} kan aannemen. De polynomen corresponderen een-op-een met eindige rijen getallen (de coëfficiënten). Dan bestaat de rol van de variabele {\displaystyle x} er alleen in de notatie als som van gewogen machten van {\displaystyle x} mogelijk te maken, en zo op natuurlijke wijze de regels voor het optellen en vermenigvuldigen van de polynomen in te voeren. Vooral voor het vermenigvuldigen is deze notatie handig, men hoeft niet een speciale regel voor het vermenigvuldigen van eindige rijen getallen toe te passen.
Er zijn ook polynomen met andere coëfficiënten dan reële getallen, of met coëfficiënten die beperkt zijn tot een deel van de reële getallen. Als de verzameling waaruit de coëfficiënten worden gekozen een commutatieve ring is, vormen de polynomen ook een commutatieve ring.
Bij een gegeven commutatieve ring kan men de coëfficiënten kiezen uit een deelring (eventueel de ring zelf) en als domein van de polynomiale functies een deelverzameling van de ring (eventueel weer de ring zelf) nemen. De afbeelding die aan een polynoom de bijbehorende polynomiale functie toevoegt, is dan lineair. De afbeelding is dan en slechts dan injectief, als alleen het polynoom dat identiek nul is, een functie oplevert die de nulfunctie is (een functie die bij ieder argument uit het domein de waarde 0 oplevert). Dit is niet het geval als het domein van de polynomiale functies eindig is en een deelverzameling van de deelring, men kan dan eenvoudig een polynoom construeren dat niet identiek nul is, maar waarbij wel de erdoor vastgelegde functie bij elk argument nul oplevert (nulfunctie). Er zijn dan bij een polynomiale functie (wat trouwens iedere functie dan is) oneindig veel corresponderende polynomen.
Dit onderstreept de verschillen tussen een polynoom als uitdrukking en een polynoom als functie. Let wel, als het domein een oneindige verzameling is, is er wel een een-op-een correspondentie tussen de uitdrukkingen en de functies.

### Polynoom versus polynomiale functie
Een voorbeeld van het onderscheid tussen polynoom en bijbehorende polynomiale functie is het volgende. Beschouw polynomen met coëfficiënten uit het eindige lichaam {\displaystyle \mathrm {GF} (5)}, dit is de verzameling {\displaystyle \{0,1,2,3,4\}} waarbij optellen en vermenigvuldigen plaatsvindt modulo 5.
Zowel {\displaystyle g(x)=x^{6}+3x+3} als {\displaystyle h(x)=3x^{5}+x^{2}+3} zijn polynomen over {\displaystyle \mathrm {GF} (5)}. Het zijn duidelijk twee verschillende polynomen. Als (polynomiale) functies met als domein en bereik {\displaystyle \mathrm {GF} (5)} zijn ze echter aan elkaar identiek, want voor iedere {\displaystyle x} uit {\displaystyle \{0,1,2,3,4\}} geldt, rekenend modulo 5, dat {\displaystyle g(x)=h(x)}.
Twee van elkaar verschillende polynomen kunnen dus dezelfde bijbehorende polynomiale functie hebben.

## Veeltermen in meer variabelen
Er zijn ook veeltermen in meer dan één variabele. Een veelterm in {\displaystyle m} variabelen ({\displaystyle x_{1}} tot {\displaystyle x_{m}}) van de orde {\displaystyle n}, is dan een uitdrukking van de volgende vorm, of daartoe herleidbaar:
{\displaystyle a_{0}+\sum _{1\leq k\leq m}a_{1,k}x_{k}+\sum _{1\leq k_{1}\leq k_{2}\leq m}a_{2,k_{1},k_{2}}x_{k_{1}}x_{k_{2}}+\ldots +\sum _{1\leq k_{1}\leq \ldots \leq k_{n}\leq m}a_{n,k_{1},\ldots ,k_{n}}x_{k_{1}}\cdots x_{k_{n}}},
waarin ten minste een van de coëfficiënten {\displaystyle a_{n,k_{1},...,k_{n}}} ongelijk is aan 0. Men spreekt wel van multinomiale functies. Zo'n veelterm kan ook geschreven worden als:
{\displaystyle \sum _{m_{1},\ldots ,m_{n}}a_{m_{1},\ldots ,m_{n}}x_{1}^{m_{1}}\cdots x_{n}^{m_{n}}},
waarin maar eindig veel coëfficiënten ongelijk aan 0 zijn. De hoogste voorkomende macht {\displaystyle m_{i}} heet de graad van de variabele {\displaystyle x_{i}}. Het getal {\displaystyle m_{1}+\ldots +m_{n}} heet de graad van de term {\displaystyle a_{m_{1},\ldots ,m_{n}}x_{1}^{m_{1}}\cdots x_{n}^{m_{n}}}. Het maximum van de graden van de afzonderlijke termen heet de graad van het polynoom.
Specifiek voor een polynoom in één variabele {\displaystyle x} is de hoofdstelling van de algebra van toepassing, die zegt dat het polynoom is te schrijven als het product van een constante en een aantal keer het verschil tussen {\displaystyle x} en een andere constante. Deze stelling is niet eenvoudig uitbreidbaar naar een polynoom in meer variabelen.

### Voorbeelden
De volgende veelterm {\displaystyle f} in drie variabelen {\displaystyle x,y} en {\displaystyle z} is van de orde drie. Alle coëfficiënten zijn geheel en de producten staan in volgorde van opklimmende orde, of graad:
{\displaystyle f(x,y,z)=4x^{2}y-6x^{2}z-12xy^{2}+6y^{2}z+3xz^{2}-9yz^{2}+16xyz+4xy-6xz-2yz+3z^{2}}
{\displaystyle f(x,y,z)} is te vereenvoudigen tot {\displaystyle (x-3y+1)(2x-z)(2y-3z)}. Een willekeurig gekozen polynoom in meer variabelen is meestal niet zo mooi te ontbinden.

## Speciale polynomen
Er zijn typen polynomen met een eigen naam, waaronder:
- Alexander-veelterm
- Appell-veeltermen
- Bracketpolynoom
- Brahmaguptapolynoom
- Chebyshev-polynoom
- Jacobi-polynoom
- Jones-polynoom
- Hermite-polynoom
- Knoopveelterm
- Laguerre-polynoom
- Lagrange-polynoom
- Laurent-veelterm
- Legendre-polynoom
- Taylor-polynoom
- Wilkinson-polynoom
- Zernikepolynoom

### Curiosum
De uitkomst van polynomen kan tot schijnbaar vreemde resultaten leiden. Een daarvan is een curiosum over polynomen, dat een veelterm geeft, dat in de 26 variabelen {\displaystyle a} t/m {\displaystyle z} over de natuurlijke getallen met graad 25 behalve negatieve waarden, alleen alle priemgetallen als positieve waarden aanneemt.

## Toepassingen
Polynomen worden veel in algoritmen toegepast, onder andere in Savitsky-Golayfilters.
Polynomen met complexe coëfficiënten komen bijvoorbeeld voor bij de oplossing van differentiaalvergelijkingen door fouriertransformatie of laplacetransformatie. Dit heeft praktische toepassingen in de elektrotechniek, regeltechniek, communicatietechniek en de kwantummechanica.